# قدسی مشهدی
حاجی محمّدجان قدسی مشهدی مشهور به قدسی مشهدی یکی از شاعران و سخنوران ایرانی قرن یازدهم هجری قمری است. او در ابتدای زندگی از طریق بقالی زندگی می‌کرد اما پس از آنکه در شاعری مشهور شد به هندوستان رفت و وارد دربار شاه جهان شد. از قدسی مشهدی دیوان برجای مانده که در سال ۱۳۷۵ توسط انتشارات دانشگاه فردوسی مشهد به کوشش محمّد قهرمان به چاپ رسید. او علاوه بر این دیوان منظومه‌ای هم به عنوان ظفرنامه دارد که در شرح فتوحات و جهانگشایی‌های شاه جهان نوشته شده‌است، اما این کتاب همینک در دست نیست. او در سال ۱۰۵۶ هجری قمری درگذشت و در مزار شعرای کشمیر دفن شد.

## نمونهٔ اشعار
| هر کام که در جهان، میسر گردد |  | چون کار به پایان رسد، ابتر گردد |
| اینجا نبود هیچ مرادی به کمال |  | چون صفحه تمام شد ورق برگردد     |

* * *
| در بزم جهان شمع شب افروزی کو   |  | در هفت فلک اختر فیروزی کو       |
| گویی: «نبود به یک روش سیر فلک» |  | عمری است که شب می‌گذرد روزی کو؟! |

* * *
| اسیران غمت را آتش عشق |  | چو تار شمع در یک پیرهن سوخت |
| نگشتم آشنای کس ز مهرت |  | مرا داغ غریبی در وطن سوخت   |

* * *
| به نام خدایی که روز نخست     |  | به پیمانه‌ام کرد پیمان درست   |
| زد از داغ سودا گلی بر سرم    |  | می عشق خود ریخت در ساغرم     |
| ز پیمانه زد طبل بر بام دل    |  | می معرفت ریخت در جام دل      |
| دویی را ز دیر و حرم دور کرد  |  | خرابات را بیت معمور کرد      |
| به یادش نوای نی آوازه یافت   |  | نفس دم به دم زو دم تازه یافت |
| به ذکرش گل و لاله در باغ مست |  | به جام تهی رفته نرگس ز دست   |
| خُم از فیض نظاره‌اش بحر نور    |  | نیاورد چون تاب یک جرعه، طور؟ |